# Dezső Kosztolányi

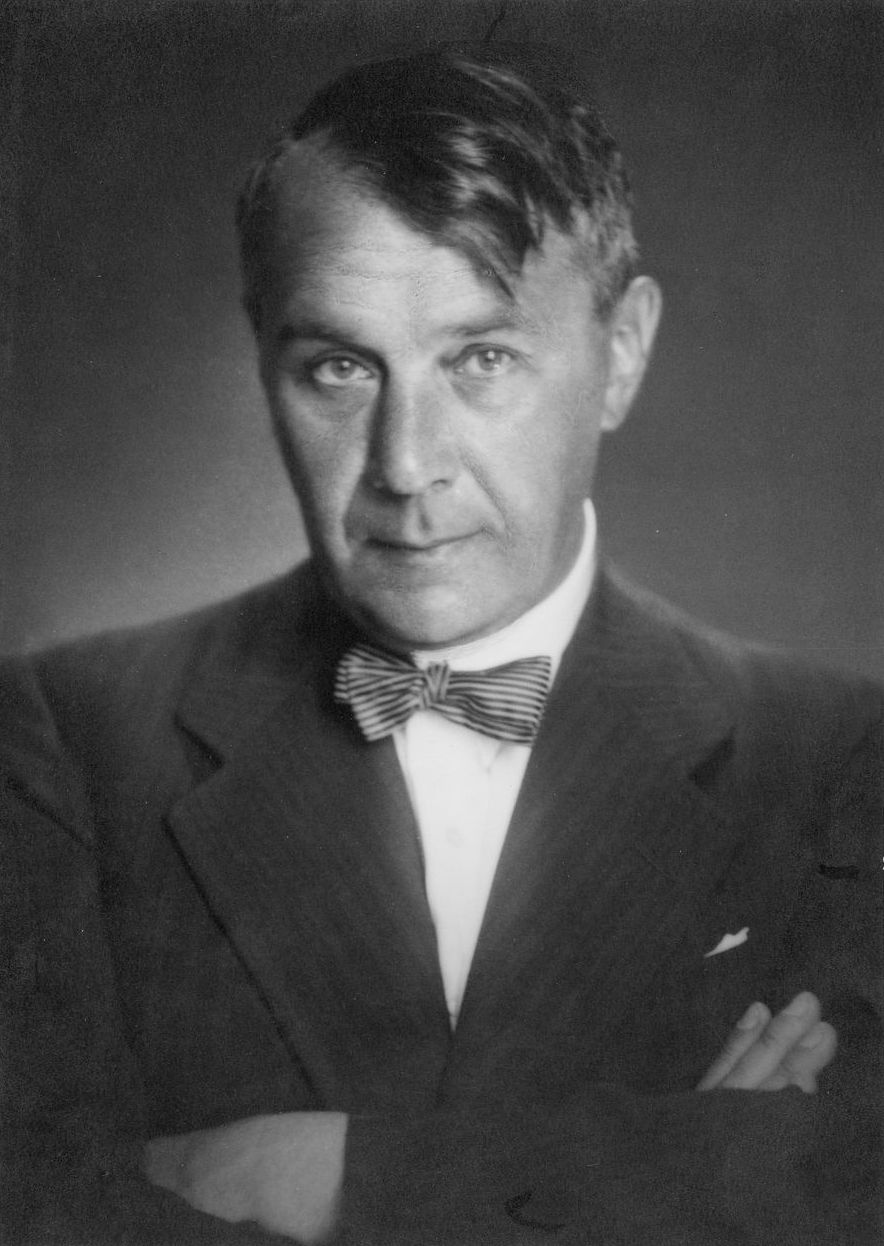
Ảnh chụp Dezső Kosztolányi

Dezső Kosztolányi (phiên âm: Đejuê Kôxtôlanhi; 29 tháng 3 năm 1885 – 3 tháng 11 năm 1936) là một nhà thơ và nhà văn Hungary.

## Tiểu sử
Kosztolányi sinh ra tại Szabadka, Đế quốc Áo-Hung (nay là Subotica, Serbia) vào năm 1885. Thành phố này đóng vai trò như là hình mẫu của thị trấn hư cấu Sárszeg mà ông lấy làm bối cảnh trong cuốn tiểu thuyết Skylark cũng như Con diều vàng. Ông là con của Árpád Kosztolányi (1859-1926), giáo sư vật lý và hóa học và là hiệu trưởng của một trường học và Eulália Brenner (1866-1948) gốc Pháp. Ông bắt đầu học trung học ở Szabadka nhưng vì mâu thuẫn với giáo viên trong lớp nên bị đuổi học và vì vậy mà đành phải tốt nghiệp tại một trường tư ở Szeged. Kosztolányi chuyển đến Budapest vào năm 1903 theo học tại trường Đại học Budapest, cũng chính tại đây ông đã gặp các nhà thơ Mihály Babits và Gyula Juhász, và sau đó có một thời gian ngắn ở Vienna trước khi bỏ học và trở thành một nhà báo - nghề nghiệp mà ông tiếp tục theo đuổi trong suốt phần đời còn lại. Năm 1907, Kosztolányi cho xuất bản tập thơ Giữa bốn bức tường báo hiệu một bước tiến mới của nền thơ Hungary thời đó. Năm 1908, ông thế chỗ nhà thơ Endre Ady đã bỏ sang Paris làm phóng viên cho tờ nhật báo Budapest. Năm 1910, tập thơ đầu tiên của ông mang tên Những lời oán trách của chú bé nghèo khổ mang lại thành công trên toàn quốc và đánh dấu sự khởi đầu của một thời kỳ thăng hoa trong sự nghiệp sáng tác văn học, mà tác giả đã cho xuất bản một tác phẩm gần như mọi năm. Kosztolányi tình cờ gặp nữ diễn viên Ilona Harmos vào mùa đông năm 1910; họ kết hôn vào ngày 8 tháng 5 năm 1913. Năm 1936, ông qua đời vì bệnh ung thư vòm họng.

## Sáng tác
Kosztolányi được coi là nhà văn lớn của phong trào Văn học Mới Hungary trong nửa đầu thế kỷ 20. Tạp chí văn học Nyugat (tiếng Hungary nghĩa là "phương Tây") đã đóng một vai trò vô giá trong sự phục hồi của nền văn học Hungary, được thành lập vào năm 1908 và Kosztolányi là người đóng góp công sức từ lúc đầu, một phần của cái gọi là "thế hệ Nyugat đầu tiên", xuất bản chủ yếu toàn là thi ca. Bắt đầu từ những năm 1920, ông đã viết tiểu thuyết, truyện ngắn và các tập tản văn bao gồm Nerô, nhà thơ bạo chúa (xuất bản năm 1922 được đại văn hào Thomas Mann viết lời tựa trong bản tiếng Đức), Skylark, Con diều vàng, Kornél Esti và Anna Édes. Năm 1924, ông cho xuất bản một tập thơ gợi nhớ lại tác phẩm đầu tiên của mình với nhan đề Những lời oán trách của người đàn ông buồn.
Hai mươi chín năm tiếp theo, từ 1908 đến 1936, Kosztolányi đã liên tục cho ra đời năm một, năm đôi hàng loạt những tác phẩm của mình: 11 tập thơ, 7 tập truyện ngắn, 5 tiểu thuyết, 7 tập tản văn, 2 tập thơ dịch. Sau khi ông mất, nhà xuất bản Nhugot còn in 11 tập di cảo của ông về ngôn ngữ học, về chân dung các nghệ sĩ, về sân khấu. Đó là chưa kể đến khối lượng khổng lồ những bài báo mà ông phải viết đều đặn hàng tuần, thậm chí có lúc hàng ngày, cho hai, ba tờ báo khác nhau.
Kosztolányi cũng xuất bản các bản dịch tác phẩm văn học ở Hungary, chẳng hạn như (hầu hết đều từ tiếng Anh) Romeo và Juliet, Câu chuyện mùa Đông của Shakespeare, Alice ở xứ sở thần tiên của Lewis Carroll, Cây cầu San Luis Rey của Thornton Wilder, những hồi ức của Alfred Douglas về Oscar Wilde và Nếu của Rudyard Kipling. Ông là dịch giả đích thực đầu tiên của thơ Rilke và đã bắt tay viết nên một kiệt tác Hungary phỏng theo Cimetière Marin của nhà thơ Paul Valéry.